# جکسون‌ویل (فلوریدا)
جکسونویل شهر بزرگی در فلوریدا، در ساحل شرقی این ایالت واقع شده است. در سال ۱۹۶۸، با شهر دووال ادغام شد. در حال حاضر بزرگ‌ترین شهر ایالات متحده از نظر مساحت زمینی می‌باشد. پس از این ادغام، جمعیت شهر به حدود ۹۷۱٬۳۱۹ نفر رسید. منطقه جکسونویل، که شامل شهرستان‌های کلی، سنت جانز، ناسائو و بیکر می‌شود، دارای جمعیتی حدود ۱٬۷۳۳٬۹۳۷ نفر است.
جکسونویل در نزدیکی رودخانه سنت جانز در شمال شرق فلوریدا قرار دارد. این شهر حدود ۱۲ مایل به سمت جنوب جورجیا و ۳۵۰ مایل به سمت شمال میامی واقع شده است. سواحل جکسونویل نیز در نزدیکی ساحل اطلس اقیانوس واقع هستند. منطقه ابتدا محل زندگی مردم تیموکوا بود و در سال ۱۵۶۴ مستعمره فرانسوی فورت کارولاین بود.
جکسونویل به یکی از اهمیت‌های مهم بندری در اواخر قرن نوزدهم تبدیل شد. پایگاه نیروی دریایی میپورت، پایگاه هواپیمایی دریایی جکسونویل و سایر پایگاه‌های نظامی در آن واقع شده‌اند. اقتصاد شهر بر اساس خدماتی همچون بانکداری، بیمه، مراقبت‌های بهداشتی و لجستیک استوار است. گردشگری نیز اهمیت زیادی دارد، به خصوص مربوط به گلف با مقر اصلی تور PGA در نزدیکی جزیره پانته ودرا بیچ، فلوریدا.
مردم جکسونویل به جنبه‌های جکسونویلی یا جکسونز خوانده می‌شوند که از اختصار نام شهر، «جکس»، گرفته شده‌اند.

## نگارخانه

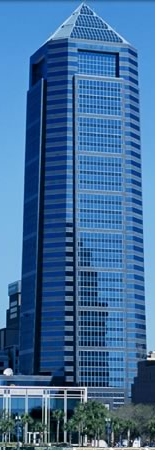
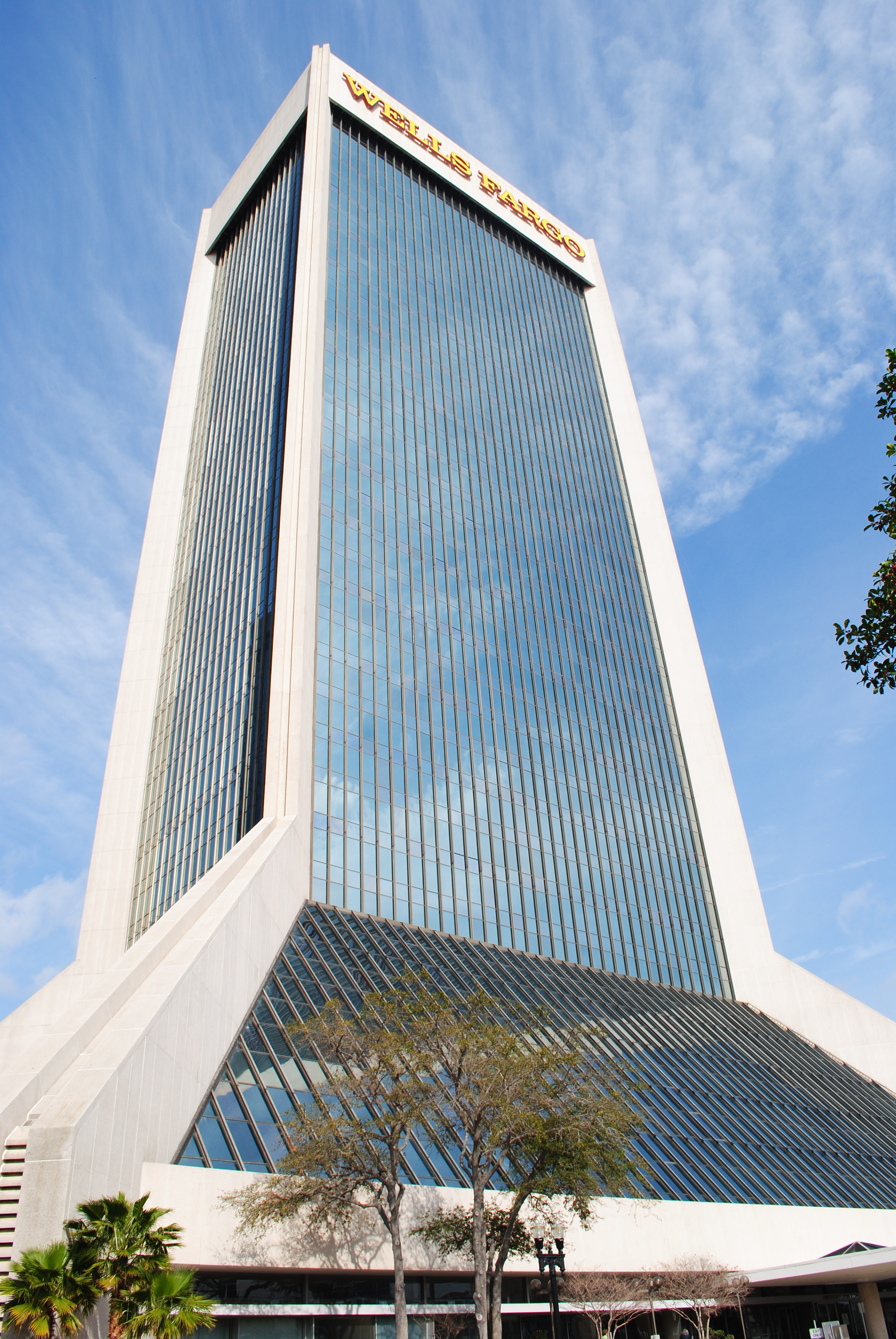
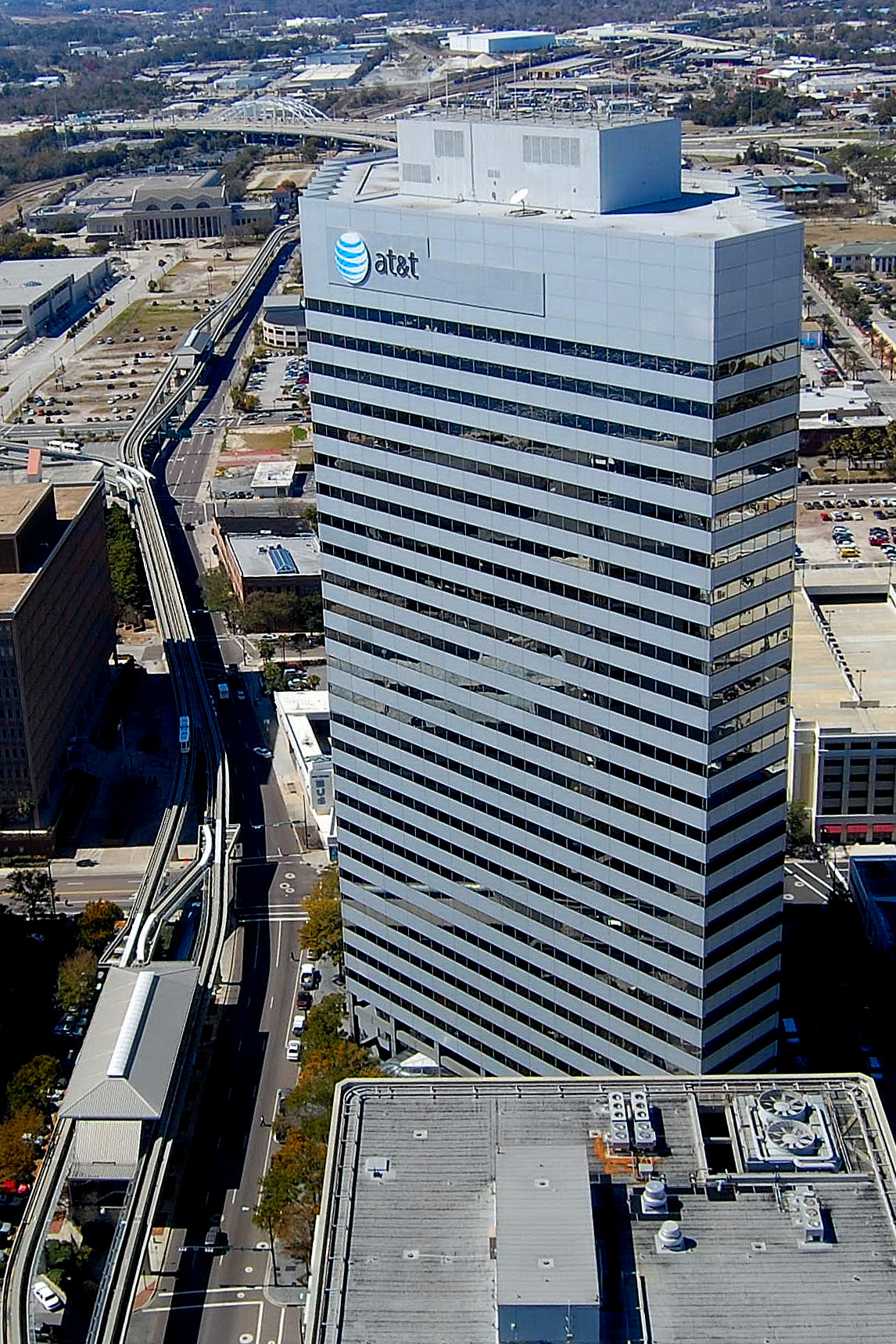
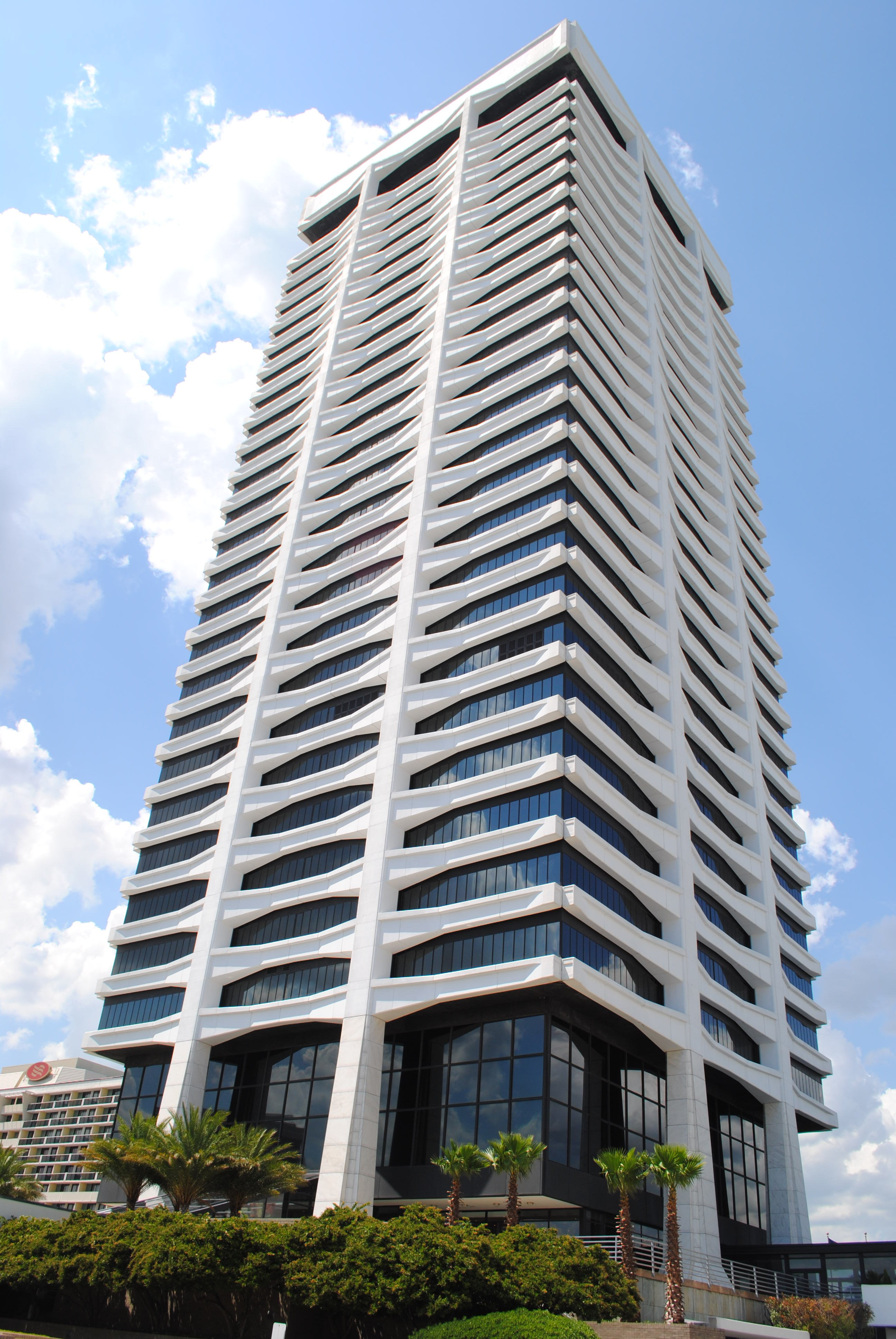
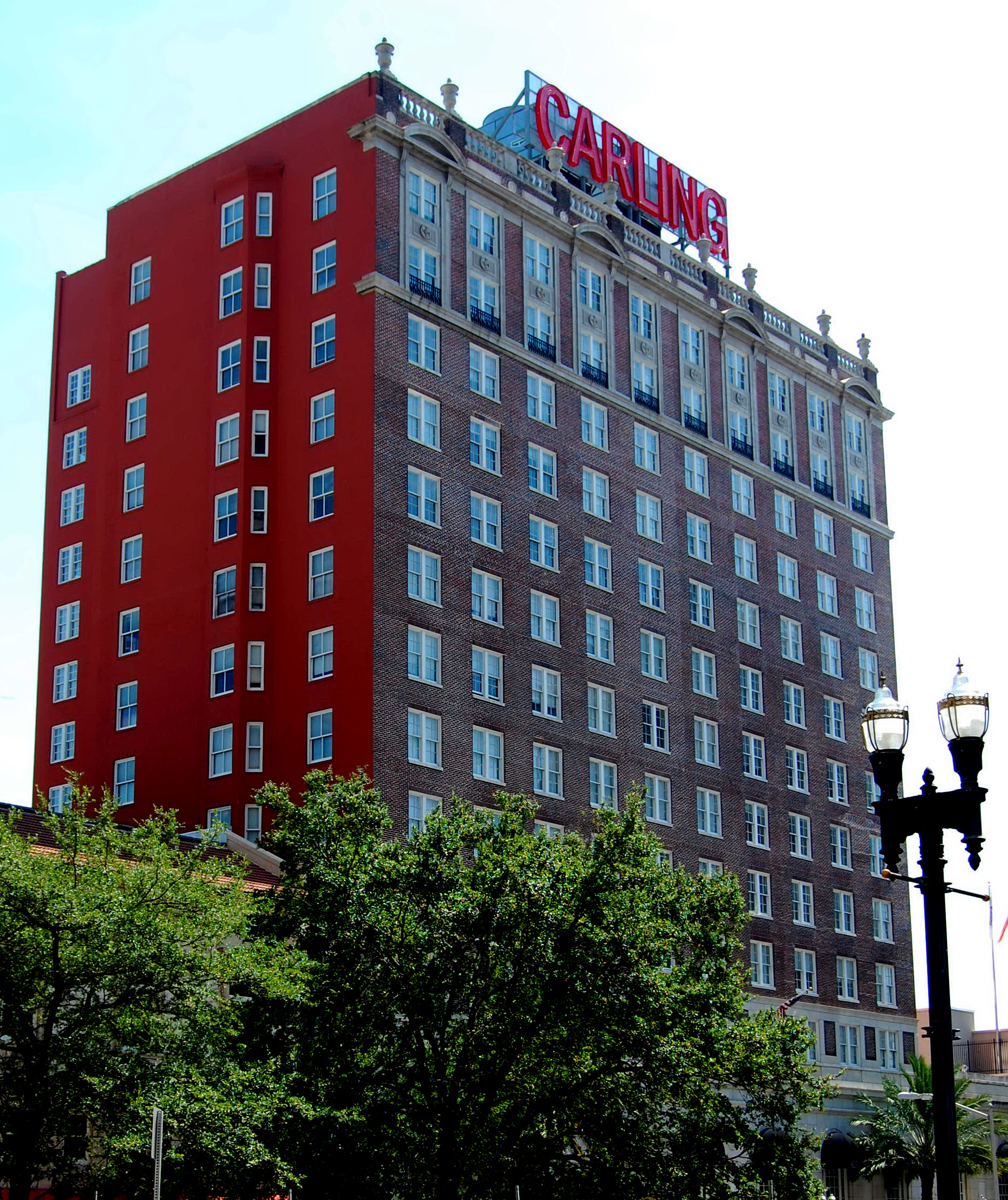
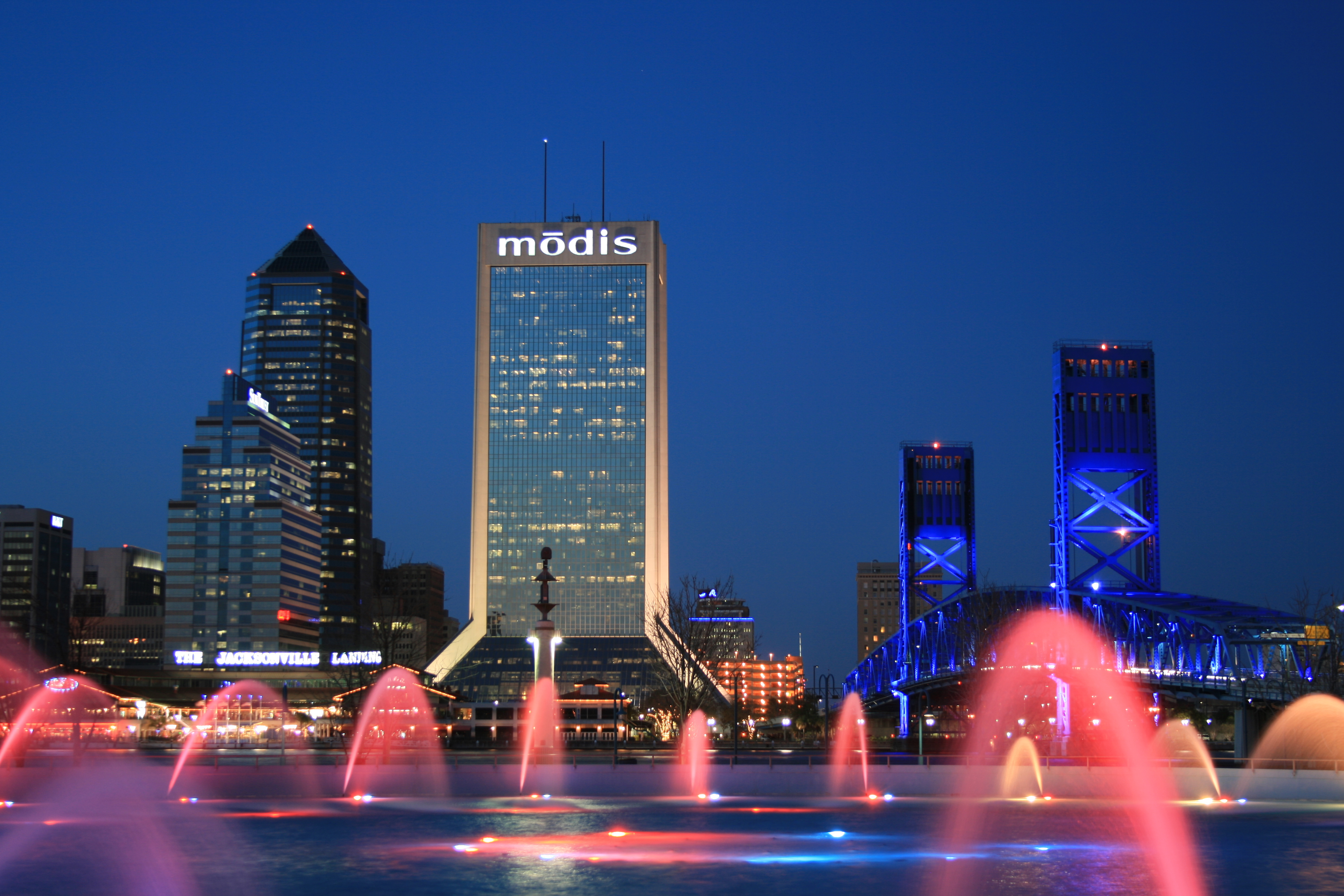